# Mickey Walsh
Pour les articles homonymes, voir Walsh.
Mickey Walsh, né le 13 août 1954 à Chorley (Angleterre) est un footballeur irlandais, qui évoluait au poste d'attaquant à Blackpool et en équipe de la république d'Irlande.
Walsh a marqué trois buts lors de ses vingt-et-une sélections avec l'équipe de la république d'Irlande entre 1975 et 1984. 

## Palmarès

### En équipe nationale
- 21 sélections et 3 buts avec l'équipe de la république d'Irlande entre 1975 et 1984.

### Avec le FC Porto
- Vainqueur du Championnat du Portugal de football en 1985 et 1986.
- Vainqueur de la Coupe du Portugal de football en 1984.
- Vainqueur de la Supercoupe du Portugal de football en 1981, 1983, 1984 et 1986.

## Sources
- (en) Stephen McGarrigle, The Complete who's who of Irish international football : 1945-1996, Edimbourg, Mainstream Publishing, octobre 1996, 237 p. (ISBN 1-85158-894-9), p. 187-188